# Nikołaj Kolczicki
Nikołaj Fiodorowicz Kolczicki (ur. 5 kwietnia?/17 kwietnia 1890 w Łosce, zm. 11 stycznia 1961 w Moskwie) – rosyjski duchowny prawosławny, kanclerz Rosyjskiego Kościoła Prawosławnego w latach 1941–1960, stały członek Świętego Synodu Rosyjskiego Kościoła Prawosławnego (ex officio).

## Życiorys
Był synem wiejskiego kapłana prawosławnego. Wykształcenie teologiczne uzyskał w seminarium duchownym w Czernihowie, a następnie w Moskiewskiej Akademii Duchownej, gdzie studiował w latach 1911–1915, kończąc naukę uzyskanie stopnia kandydata nauk teologicznych. Jeszcze jako student przyjął kolejno święcenia diakońskie (14 września 1914) i kapłańskie (20 września 1914). Po ukończeniu studiów został skierowany do służby w eparchii charkowskiej. Był katechetą w charkowskich szkołach średnich, a od 1918 służył w soborze Zwiastowania w Charkowie. 
W czasie wojny domowej w Rosji opuścił Charków i udał się na zajęty przez wojska Białych Kaukaz Północny, do 1920 żył w Jessientukach. Następnie wrócił do Charkowa i przez kolejne trzy lata służył w soborze Zwiastowania. W 1922 otrzymał godność protoprezbitera.
W 1923 został aresztowany i był przez dwa miesiące przetrzymywany w więzieniu, chociaż nie postawiono mu żadnych zarzutów. Następnie władze nakazały mu wyjechać z Ukrainy; mimo późniejszej zmiany tej decyzji ks. Kolczicki opuścił Charków i udał się do Moskwy. Służył odtąd w soborze Objawienia Pańskiego w Moskwie-Jełochowie, początkowo jako jeden z etatowych kapłanów, zaś od grudnia 1924 jako proboszcz. W 1931 został aresztowany przez OGPU pod zarzutem prowadzenia systematycznej agitacji antyradzieckiej, jednak po dziesięciodniowym pobycie w więzieniu władze uznały, że zarzuty nie potwierdziły się (duchowny twierdził w czasie przesłuchania, że uważa się za osobę lojalną wobec władz i zaprzeczył, jakoby prowadził jakąkolwiek agitację). Po zwolnieniu wrócił do pracy duszpasterskiej w soborze Objawienia Pańskiego, który od połowy lat 30. był świątynią katedralną Patriarchatu Moskiewskiego.
Otrzymał wszystkie najważniejsze nagrody cerkiewne przeznaczone dla białego duchowieństwa: mitrę (1927), prawo służby przy otwartych carskich wrotach do modlitwy Ojcze Nasz oraz prawo noszenia drugiego krzyża kapłańskiego (1941).
Mianowany w kwietniu 1941 kanclerzem Patriarchatu Moskiewskiego, odgrywał znaczącą rolę w kontaktach Patriarchatu Moskiewskiego z Radą ds. Rosyjskiego Kościoła Prawosławnego. Od agresji niemieckiej na ZSRR regularnie wzywał wiernych do udziału w walce w obronie kraju. Najbliższym współpracownikiem locum tenens Patriarchatu, metropolity moskiewskiego i kołomieńskiego Sergiusza (następnie patriarchy moskiewskiego), stał się w 1942, gdy został razem z nim ewakuowany do Uljanowska. Po śmierci Sergiusza odegrał znaczącą rolę w przygotowaniach do Soboru Lokalnego Rosyjskiego Kościoła Prawosławnego w 1945 i stał się najbliższym współpracownikiem nowego patriarchy Aleksego I. Nadal służył w soborze Objawienia Pańskiego. Na stanowisku kanclerza Patriarchatu Moskiewskiego pozostawał do 1960. W latach 1956–1960 był także przewodniczącym Komitet Naukowego Patriarchatu Moskiewskiego i działał na rzecz odnowienia szkół teologicznych w ZSRR.
Działał w Radzieckim Komitecie na rzecz Pokoju, wielokrotnie rozmawiał w sprawach związanych z Cerkwią z radzieckimi przywódcami, w tym ze Stalinem (w 1945). W rozmowach tych starał się bronić interesów Kościoła. Jego działalność budziła kontrowersje; część wiernych uważała go za znakomitego kapłana, wybitnego kaznodzieję i troskliwego opiekuna wiernych. Inni twierdzili, że jego wpływ na działalność patriarchów Sergiusza i Aleksego był negatywny.
W 1957 otrzymał trzeci krzyż kapłański.
Zmarł w 1961. Został pochowany na terenie placówki filialnej Ławry Troicko-Siergijewskiej w Pieriediełkinie, po uroczystościach w soborze Objawienia Pańskiego prowadzonych przez patriarchę Aleksego I w obecności tysięcy wiernych.